# Жамбилска област
Жамбилска област (каз. Жамбыл облысы, рус. Жамбылская область) се налази на јужном делу Казахстана. Главни град области је Тараз. Број становника области је 1.071.645 по попису из 2013.